# Ifícrates
Ifícrates (en griego Ἰφικράτης; 419 a. C.-353 a. C.) fue un general ateniense, hijo de un zapatero, que vivió en la primera mitad del siglo IV a. C. Debe su fama a las mejoras que introdujo en el equipamiento de los peltastas o mercenarios de infantería ligera (llamados así por su pequeña pelta o escudo). Los historiadores han debatido acerca del tipo de "peltastas" que fueron afectados por su reforma; una de las opiniones más populares es que mejoró el rendimiento de los hostigadores griegos, que podrían entablar combate en una prolongada lucha cuerpo a cuerpo como parte de la línea principal de la batalla, mientras que otros postulan que aplicó sus cambios a los mercenarios hoplitas que eran un factor importante de la guerra terrestre griega a finales de siglo V a. C. y principios del IV.
Las «reformas ificráteas» consistieron en incrementar la longitud de las lanzas y espadas, sustituyendo las pesadas armaduras de bronce por corazas de lino (linotórax), e introducir un nuevo calzado (después llamado «Ificrátidas»), que era más fácil de poner y quitar que los modelos previos. Además, reemplazó el pesado hoplon / aspis por una ligera pelta (pelte), que podía ser atado con una correa al antebrazo, liberando la mano izquierda para ayudar a sujetar las lanzas. Con estos cambios incrementó enormemente la rapidez de sus movimientos. También puso especial atención en la disciplina, la instrucción y las maniobras. Las armas más largas, en combinación con las armaduras y los escudos más ligeros, forzaron a sus tropas a tomar un enfoque más agresivo en las situaciones tácticas. 
Con sus peltastas, Ifícrates infligió un duro golpe a los espartanos en 392 a. C.-390 a. C. con la casi aniquilación de una mora (un batallón de unos 600 hombres) de sus famosos hoplitas. También en 390 a. C. fue enviado desde Atenas al Quersoneso tracio con 1200 peltastas, y de nuevo volvió a derrotar a un contingente espartano, cobrándose la vida del harmosta espartano Anaxibio y recuperando para Atenas la ciudad de Abido y el control del Helesponto.
Como continuación de este éxito, tomó ciudad tras ciudad para los atenienses, pero a consecuencia de una pelea con los argivos fue transferido de Corinto al Helesponto, donde tuvo igualmente éxito. Después de la Paz de Antálcidas (387 a. C.), ayudó a Seutes II, rey de los tracios odrisios, a recobrar su reino, y luchó contra Cotis, con quien, sin embargo, concluyó una alianza posteriormente. Hacia el año 378 a. C., fue enviado con una fuerza de mercenarios para ayudar a los persas a reconquistar Egipto. Pero una disputa con Farnabazo III condujo al fracaso de la expedición. A su regreso a Atenas mandó una expedición en 373 a. C. para ayudar a Corcira, que había sido asediada por los lacedemonios.
Tras la paz de 371 a. C., Ifícrates volvió a Tracia y manchó algo su fama al ponerse de parte de su suegro Cotis en una guerra contra Atenas por la posesión de todo el Quersoneso tracio. Los atenienses, sin embargo, pronto le perdonaron y le dieron un mando conjunto en la Guerra Social contra algunos de sus aliados del segundo Imperio ateniense. Él y dos de sus colegas fueron acusados por Cares, el cuarto comandante, porque se habían negado a presentar batalla durante una violenta tormenta.
Ifícrates fue absuelto, pero sentenciado a pagar una gran multa. Se quedó después en Atenas (según algunos se retiró a Tracia) hasta su muerte hacia el 353 a. C.